# Иберзе
Иберзе (нем. Übersee) — община в Германии, в земле Бавария. 
Подчиняется административному округу Верхняя Бавария. Входит в состав района Траунштайн.  Население составляет 4850 человек (на 31 декабря 2010 года). Занимает площадь 30,53 км².

## Люди, связанные с Иберзе
- Кифер, Михаэль Маттиас (1902—1980) — немецкий художник и скульптор мюнхенской школы.